# Снятин (журнал)
«Снятин» — краєзнавчий і літературно-мистецький журнал, заснований Снятинською міською радою і Видавничо-друкарською фірмою «ПрутПринт» (Володимир Карий) (Івано-Франківська обл.).

## Історія

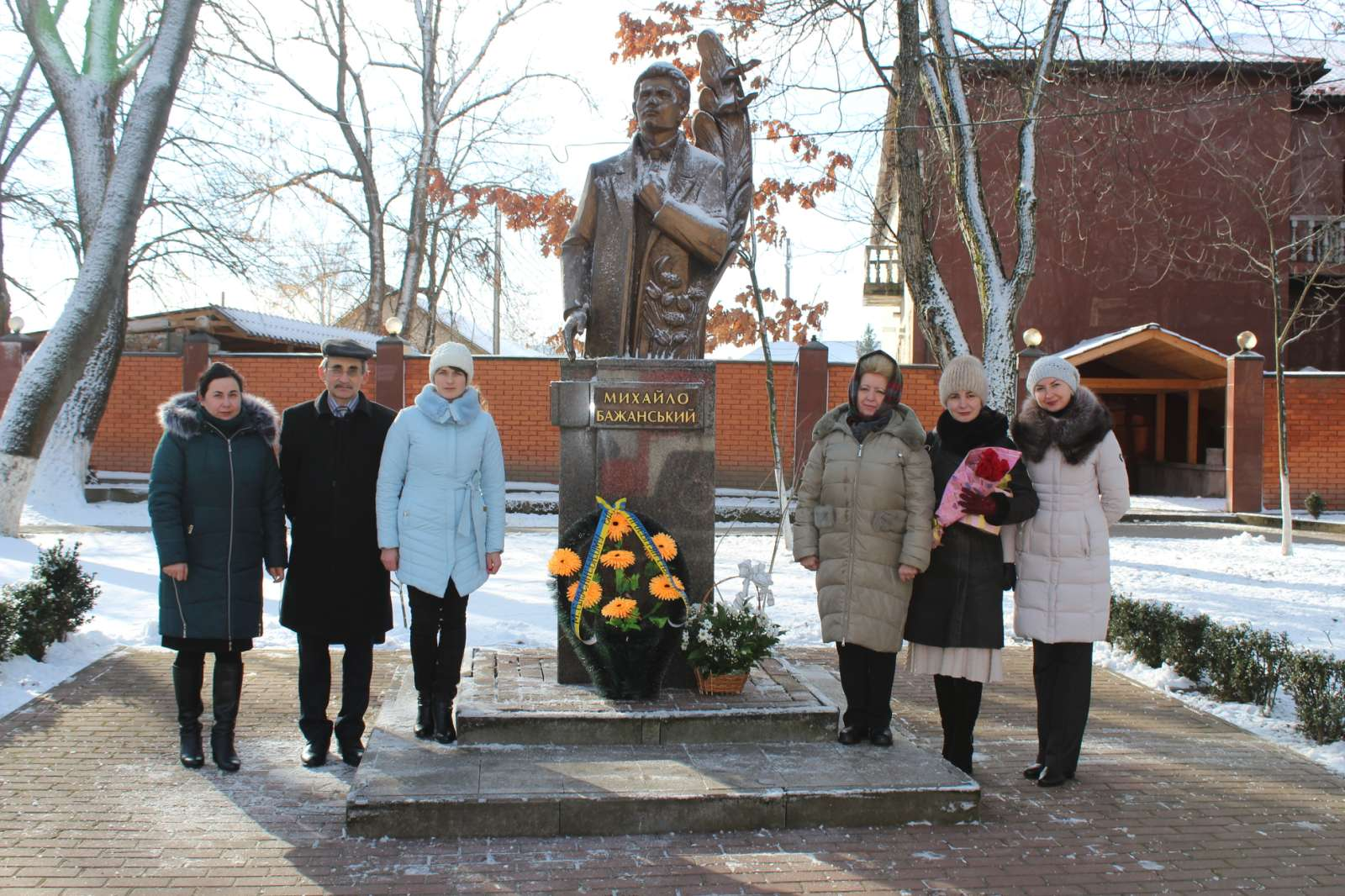
Редколегія журналу «Снятин» під час вшанування 110-річчя від дня народження Михайла Бажанського. Лютий 2020

Журнал видавався у США з 1968. Засновником і редактором був уродженець Снятина, Почесний громадянин міста Михайло Бажанський.
Відновлений в Україні 2004 року. Станом на липень 2019 вийшло 33 числа журналу.
Шеф-редактори:
- Михайло Тимофійчук (під його орудою вийшло 4 числа);
- Віталій Беца (вийшло 1 число);
- Анатолій Шумко (з 2013 року).

Редакційна колегія станом на липень 2018: Ольга Слободян — головний редактор, Володимир Карий — видавничий редактор, Марія Марусяк — літературний редактор; члени редколегії: Андрій Королько, канд. іст. наук, Тетяна Вовк, Руслана Кіреєва, Іванна Марусяк, Іван Оробець, Мирослав Попадюк.

## Вміст
В журналі висвітлюються рубрики: Наша доба, Калинові обереги, Творчі перехрестя, Стоголосся віків, Вікно в дивосвіт, Мистецька палітра, Книжкова полиця.